# 颱風蘭恩 (2023年)
颱風蘭恩（英語：Typhoon Lan，國際編號：2307，聯合颱風警報中心：WP072023）是2023年太平洋颱風季第7個被命名的風暴。「蘭恩」一名由美國提供，是馬紹爾語風暴的意思。

## 發展過程

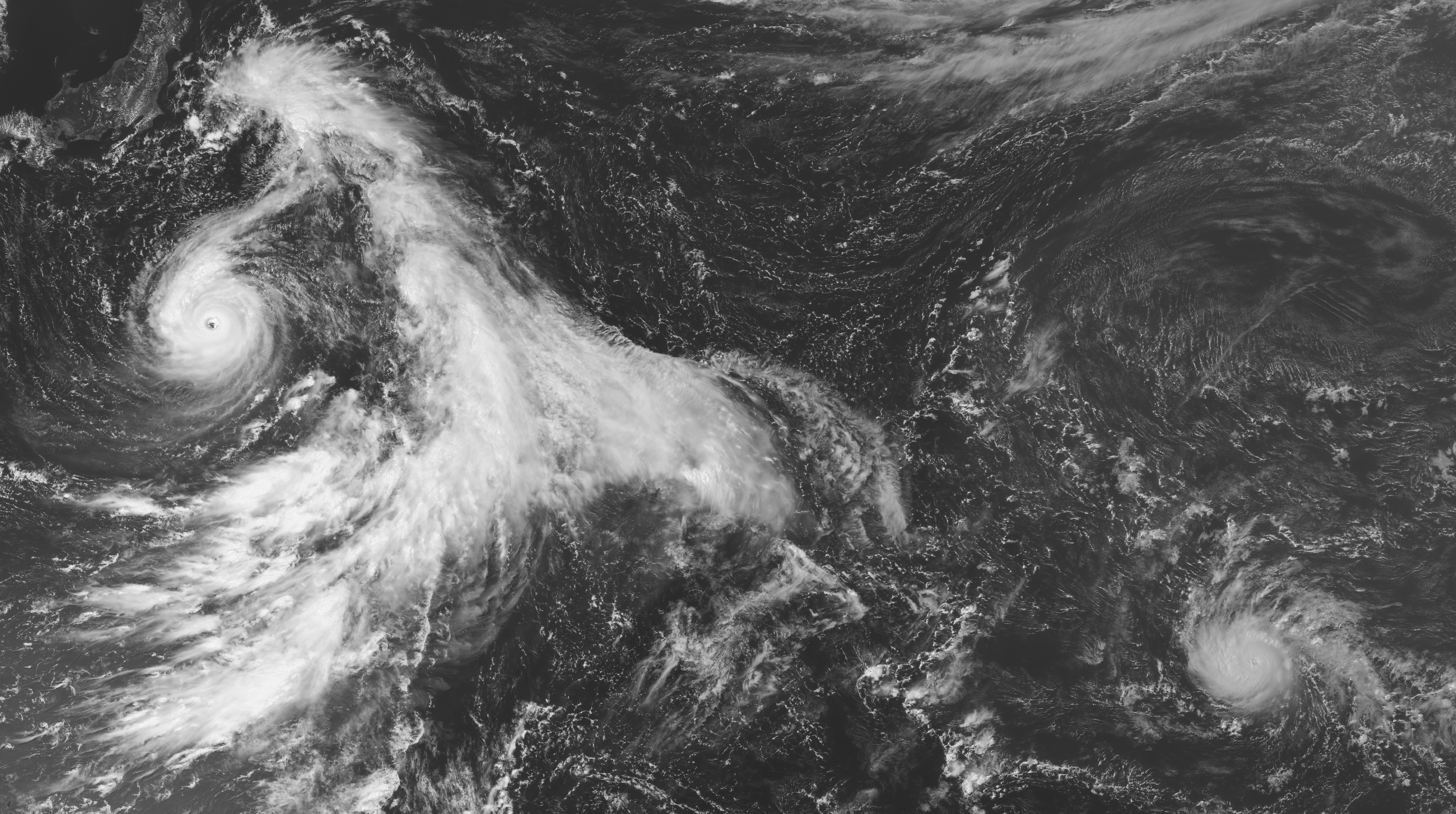
8月11日，颱風蘭恩（左）和颶風朵拉（右）的衛星圖像

8月6日，一個熱帶擾動在小笠原群島東南方生成，美國海軍研究實驗室給予擾動編號95W。凌晨2時，日本氣象廳將其升格為熱帶低氣壓。晚上8時，聯合颱風警報中心將其評級提升為「中」。
8月7日凌晨3時，聯合颱風警報中心將其評級提升為「高」，並對其發布熱帶氣旋形成警報。上午8時，日本氣象廳對其發布烈風警報。同時，台灣中央氣象局將其升格為熱帶低氣壓，給予編號TD08。
8月8日凌晨3時，聯合颱風警報中心將其升格為熱帶性低氣壓，給予熱帶氣旋編號07W。上午8時，日本氣象廳將其升格為熱帶風暴，給予國際編號2307，並命名「蘭恩」。同時，台灣中央氣象局將其升格為輕度颱風，同時，香港天文台將其升格為熱帶低氣壓。下午2時，聯合颱風警報中心將其升格為熱帶風暴。下午8時，香港天文台將其升格為熱帶風暴。
8月9日下午2時，日本氣象廳將其升格為強烈熱帶風暴。
8月10日上午8時，聯合颱風警報中心及香港天文台將其升格為颱風。同時，台灣中央氣象局將其升格為中度颱風。下午2時，日本氣象廳將其升格為颱風。
8月11日上午8時，香港天文台將其升格為強颱風。
8月12日下午8時，香港天文台將其降格為颱風。
8月15日凌晨2時，日本氣象廳將其降格為強烈熱帶風暴。凌晨4時51分，日本氣象廳表示蘭恩於和歌山縣串本町潮岬附近登陸。上午8時，香港天文台將其降格為強烈熱帶風暴。下午1時12分，日本氣象廳表示蘭恩於兵庫縣明石市附近再度登陸。晚上8時，日本氣象廳及香港天文台將其降格為熱帶風暴。
8月17日下午2時，日本氣象廳表示蘭恩轉化為溫帶氣旋。
8月19日凌晨2時，日本氣象廳在天氣圖上移除該系統。

## 影響

### 日本
當地發布之最高風力警報：暴风警报

#### 逐漸北上
8月13日，日本氣象廳在清晨發布暴風警報。日本氣象協會表示「蘭恩」會帶來連續高溫天氣，並且於在15日到16日登陸日本本州，會帶來暴風和暴雨，也會有機會貫穿本州。以現在的路徑，「蘭恩」會在日本國定假日山之日和盂蘭盆節登陸。日本JR東海道新幹線表示會因天氣情況而取消服務。

#### 交通癱瘓
受到「蘭恩」影響，東海旅客鐵道（JR東海）在15日暫停東海道新幹線於名古屋和新大阪之間的區間車，而來往東京和名古屋的班次會大幅減少，JR西日本往來大阪和博多的山陽新幹線被停駛，九州、東北、上越、北陸新幹線都停駛，而特急列車全部停駛；來往關西機場的關西機場線、特急列車Rapi:t和機場特快Haruka宣布停駛，南海電鐵、高野山纜車也停駛。而來往神戶和關西機場的海上速船也停駛。日本航空也跟隨其後，宣布會停飛240班來往日本各個城市的國內線，最少會有2萬人受到影響。截至14日，日本航空已經取消19班來往大阪國際機場的航班；全日空也取消多班來往羽田和八丈島的航班；樂桃航空取消了18個航班班次；而國泰、虎航、華航、長榮和星宇航空也宣布航班會延遲和取消。
日本氣象廳主任預報官立原秀表示「蘭恩」速度比預想中緩慢，會逐漸逼近日本本土，並且會在紀伊半島山區區域裡登陸。蘭恩的外圍氣流也會慢慢地影響整個東海與關西地區，並且「總雨量可能超過往年8月一整個月的雨量」，西日本和東日本要嚴防土石災害、淹水等災害。氣象廳也警告市民因為正值盂蘭盆節，所以要盡量遠離海邊和山上等惡劣環境，並且要注意防風的準備和提高警覺性。
在15日清晨時分登陸的「蘭恩」沒有減少破壞，它的暴風圈已經圍繞著紀伊半島，近畿與東海道的暴雨逐漸增加，「蘭恩」帶來的災情已經圍繞日本，和歌山縣新宮市中的熊野川已經發出氾濫警報，京都舞鶴市的商舖因排水不及而被淹；伊佐津川的一座橋因洪水而被沖毀；鐵路和機場已經取消多個班次，所有往來名古屋和大阪的列車取消；關西機場表示有800班來往大阪的航班被迫取消，讓最少650人滯留機場，關西機場表示已經在14日晚上向受影響的旅客發放睡袋和飲用水。

#### 酒店和樂園大受影響
因為「蘭恩」的到來，日本旅宿大受影響，三重縣熊野市一間飯店由13日起的訂房陸續被旅客取消；千葉縣南房總市一間飯店已有超過150組房客取消入住；而在橫濱的八景島海島樂園的煙花表演陸續被取消；和歌山縣白濱町的冒險大世界以表示不排除會因蘭恩而閉園；位於大阪的環球影城和通天閣都宣布閉關一天；迪士尼轄下的東京迪士尼樂園最後沒有閉園。這無疑對日本旅遊帶來一個巨大的打擊。

#### 多處大停電，地區孤立，多人受傷
根據關西的電力網站，近畿有3萬戶停電、三重縣有2.1萬戶停電、愛知縣有4000戶停電、靜岡縣約30戶分別受到影響而被迫停電；日本中西部地區有9萬戶停電。多處地區從14日開始暴雨，京都、奈良、鳥取縣每小時雨量達到110毫米，岡山縣和鳥取縣24小時雨量達到500毫米，並且鳥取縣境內創下1982年以來最大降雨記錄，而三重縣和和歌山縣達到驚人的累計雨量約500毫米；鳥取市一個大壩要洩洪，部分地區發出最高避難級別；鳥取縣因土石流造成國道482號無法通行，佐治川的高山橋也被沖毀，導致區域被迫停水；鸟取市内22个村落和地区总计1700多名居民一度處於孤立状态，最終約有1000餘人疏散；富士市和靜岡市向超過38萬人發出避難消息。
受「蘭恩」影響，日本多個縣的代表表示會取消紀念二戰結束的活動；在兵庫縣舉行的全國高中棒球錦標賽，延遲到16日；靜岡市一度出現龍捲風；日本全境至少42人受伤。關西地區有最少30人受傷，大阪有11人、三重縣9人、兵庫縣7人，而其餘來自京都、和歌山和滋賀縣；愛知縣有一名男性被金屬架擊中背部，現在被醫院治療；和歌山有一名60歲老人因被外牆脫落被壓住，令到老人重傷昏迷，被緊急治療；一名在佐治町有一名受困的80多歲老人因心肺停止而送往醫院，但最後仍然不治。
日本放送協會表示「蘭恩」會慢慢地貫穿近畿地區，並且在16到17日靠近北海道。

### 台灣
雖然「蘭恩」沒有直接影響台灣，但因為蘭恩的外圍氣流影響，13日大台北、宜蘭和山區有局部豪雨，並且中央氣象局表示台灣在16日到19日會承受大雨和陣風。

## 外部連結
| 太平洋颱風季             |
| 主題頁 - 專題 - 編輯指南 |

- （日語）日本氣象廳首頁 （页面存档备份，存于）
- （英文）聯合颱風警報中心首頁 （页面存档备份，存于）
- （简体中文）中國國家氣象中心首頁 （页面存档备份，存于）
- （繁體中文）臺灣中央氣象局首頁 （页面存档备份，存于）
- （繁體中文）香港天文台首頁 （页面存档备份，存于）
- （繁體中文）澳門地球物理暨氣象局首頁 （页面存档备份，存于）
- （英文）菲律賓大氣地球物理和天文管理局 惡劣天氣公告 （页面存档备份，存于）
- （泰文）泰國氣象局首頁 （页面存档备份，存于）